# جيمس ريتشموند
جيمس ريتشموند (بالإنجليزية: James Richmond)‏ هو مدرب كرة قدم ولاعب كرة قدم بريطاني (وحمل سابقاً جنسية المملكة المتحدة لبريطانيا العظمى وأيرلندا) في مركز الهجوم، ولد في 22 مارس 1858 في غلاسكو في المملكة المتحدة، وتوفي في 13 يناير 1898. شارك مع منتخب اسكتلندا لكرة القدم. أما مع النوادي، فقد لعب مع Clydesdale F.C. ‏ ونادي كوينز بارك.

## وصلات خارجية
- جيمس ريتشموند على موقع الاتحاد الإسكتلندي (الإنجليزية)
- جيمس ريتشموند على موقع قاعدة بيانات كرة القدم.إي يو (الإنجليزية)
- جيمس ريتشموند على موقع ناشيونال فوتبول تيمز (الإنجليزية)